# Teluk Bengkuang
Teluk Bengkuang is een bestuurslaag in het regentschap Nias Utara van de provincie Noord-Sumatra, Indonesië. Teluk Bengkuang telt 89 inwoners (volkstelling 2010).